# Hiri motu
L'hiri motu és un idioma oficial de Papua Nova Guinea. És un pidgin del motu, idioma parlat a la província central, que va néixer cap a 1880 a les rodalies de Port Moresby. La fonologia i la gramàtica són diferents, per la qual cosa els parlants de hiri motu no poden entendre el motu, tot i que les llengües són similars lèxicament en un 90 %. És parlat per entre 120.000 i 200.000 persones. El seu codi ISO 639 -1 és ho i l'ISO 639-2 és HMO.